# 2789 Фошань
2789 Фошань (2789 Foshan) — астероїд головного поясу, відкритий 6 грудня 1956 року.
Тіссеранів параметр щодо Юпітера — 3,624.
Названо на честь китайського міста Фошань у провінції Ґуандун.